# Шеллефтео (станція)
64°45′14″ пн. ш. 20°57′08″ сх. д. / 64.7538° пн. ш. 20.9522° сх. д.
Станція Шеллефтео (швед. Bastuträsk station) — залізнична станція у Шеллефтео на лінії Шелефтебанан , приблизно за 47 км від станції Бастутреск у напрямку Шеллефтегам.

## Історія
Станція була відкрита 6 вересня 1912 року і розташована у центрі Шеллефтео, за 400 метрів від E4.
Вже 6 січня 1912 року на станції почався рух, але тоді лише пробний.
В 1921—1983 роках станція мала назву міста Шеллефтео-штад.
27 травня 1990 року пасажирські перевезення на станції припинено.

8 січня 1996 року вантажні перевезення також було призупинено.

Планується, що нічний рух поїздів буде запущено у квітні 2022 року до/з Шеллефтео.